# نلی بورگو
نلی بورگو (فرانسوی: Nelly Borgeaud‎; ۲۹ نوامبر ۱۹۳۱ – ۱۴ ژوئیهٔ ۲۰۰۴) هنرپیشه اهل سوئیس بود.
از فیلم‌ها یا برنامه‌های تلویزیونی که وی در آنها نقش داشته‌است می‌توان به همان ترانه قدیمی، پری دریایی می‌سی‌سی‌پی، مردی که زنها را دوست داشت، عموی آمریکایی‌ام و موریل یا هنگام بازگشت اشاره کرد.